# Break the Border
Break the Border (versaliserat BREAK the BORDER) är det första studioalbumet av den svenska artisten Yohio, utgivet i Sverige den 27 mars 2013 i en engelskspråkig version. Albumet var tänkt att släppas i Japan den 24 april 2013 i en japanskspråkig version, men har blivit uppskjutet till 26 juni 2013. I samband med släppet av den japanskspråkiga versionen, släpptes även en nyutgåva, i Sverige den 26 juni, med tre bonuslåtar.

## Låtlista
| 1.  | 2013 -Beginning of the End- (instrumental)          | Yohio, Daif                                                          | Patrik Frisk, Tommy Rehn, Yohio                               | 1:05 |
| 2.  | MY MURDEROUS URGE                                   | Yohio                                                                | Frisk, Rehn, Yohio                                            | 3:18 |
| 3.  | REVOLUTION                                          | Yohio                                                                | Frisk, Rehn, Yohio                                            | 3:12 |
| 4.  | Heartbreak Hotel (Exklusiv låt för svensk utgåva)   | Johan Fransson, Tobias Lundgren, Tim Larsson, Henrik Göranson, Yohio | Johan Fransson, Tobias Lundgren, Tim Larsson, Henrik Göranson | 3:04 |
| 5.  | Our Story                                           | Yohio                                                                | Frisk, Rehn, Yohio                                            | 3:22 |
| 6.  | Sakura, falling                                     | Gackt Camui, Yohio                                                   | Frisk, Rehn, Yohio                                            | 4:20 |
| 7.  | INNOCENCE                                           | Yohio                                                                | Frisk, Rehn, Yohio                                            | 3:43 |
| 8.  | ON THE VERGE                                        | Yohio                                                                | Frisk, Rehn, Yohio                                            | 3:32 |
| 9.  | rain ~A scene drenched in rain~                     | Yohio                                                                | Frisk, Rehn, Yohio                                            | 4:32 |
| 10. | TIMESCAPE (instrumental)                            | Yohio                                                                | Frisk, Rehn, Yohio                                            | 1:59 |
| 11. | Aggressive Beauty (instrumental)                    | Yohio                                                                | Frisk, Rehn, Yohio                                            | 3:00 |
| 12. | BREAK the BORDER                                    | Yohio                                                                | Frisk, Rehn, Yohio                                            | 4:18 |
| 13. | Last Kiss (platinum edition bonuslåt)               | Yohio                                                                | Frisk, Rehn, Yohio                                            | 3:57 |
| 14. | Himlen är oskyldigt blå (platinum edition bonuslåt) | Ted Gärdestad, Kenneth Gärdestad                                     | Frisk, Rehn, Yohio                                            | 3:46 |
| 15. | REVOLUTION (Japanese), (platinum edition bonuslåt)  | Yohio                                                                | Frisk, Rehn, Yohio                                            | 3:13 |

| 1.  | 2013 -終わりの始まり- (2013 -Owari no hajimari-)       | Yohio, Daif        | Patrik Frisk, Tommy Rehn, Yohio | 1:05 |
| 2.  | MY MURDEROUS URGE                                      | Yohio              | Frisk, Rehn, Yohio              | 3:18 |
| 3.  | REVOLUTION                                             | Yohio              | Frisk, Rehn, Yohio              | 3:12 |
| 4.  | 二人のストーリー (Futari no story)                     | Yohio              | Frisk, Rehn, Yohio              | 3:22 |
| 5.  | サクラ、散ル (Sakura, chiru)                           | Gackt Camui, Yohio | Frisk, Rehn, Yohio              | 4:20 |
| 6.  | INNOCENCE                                              | Yohio              | Frisk, Rehn, Yohio              | 3:43 |
| 7.  | Last kiss (Exklusiv låt för japansk utgåva)            | Yohio              | Frisk, Rehn, Yohio              | 3:57 |
| 8.  | ON THE VERGE                                           | Yohio              | Frisk, Rehn, Yohio              | 3:32 |
| 9.  | rain ～雨に濡れた景色～ (rain -Ame ni nureta keshiki-) | Yohio              | Frisk, Rehn, Yohio              | 4:42 |
| 10. | TIMESCAPE (instrumental)                               | Yohio              | Frisk, Rehn, Yohio              | 1:59 |
| 11. | Aggressive Beauty (instrumental)                       | Yohio              | Frisk, Rehn, Yohio              | 3:00 |
| 12. | BREAK the BORDER                                       | Yohio              | Frisk, Rehn, Yohio              | 4:18 |